# Buzón muerto

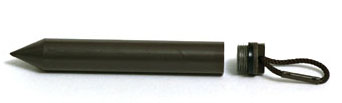
Pincho para entrega ciega

Un buzón secreto, buzón ciego, buzón muerto  o buzón clandestino es un método  que se utiliza para pasar elementos o información utilizando una ubicación secreta, de forma que no hace falta que remitente y destinatario se encuentren en persona. Se usa a menudo en operaciones de espionaje y clandestinas, donde es un elemento clave para mantener la seguridad operacional. El término se usan también para describir el traspaso de información de forma anónima o confidencial.  El anglicismo dead drop se usa a veces en español, sobre todo para referirse al intercambio anónimo de archivos informáticos.

## Usos en el espionaje
Los espías (agentes de inteligencia encubiertos) y sus agentes utilizan diferentes técnicas para esconder elementos (como dinero, secretos o instrucciones), y para señalar que la entrega se ha hecho. A pesar de que la señal y la ubicación tiene que ser acordada previamente, la señal puede o puede no ser cercana al buzón y los operativos pueden o no haberse conocido. La ubicación y la naturaleza del buzón muerto tiene que permitir recuperar el elemento escondido sin que el público, la policía u otras fuerzas de seguridad puedan verlo. Por eso se utilizan elementos o comportamientos cotidianos para evitar despertar sospechas. Cualquier ubicación escondida podría servir, a pesar de que a menudo se utiliza algún escondrijo, como pueden ser un ladrillo suelto en una pared, un libro (falso) de biblioteca, o un agujero en un árbol. Los dispositivos de señalización pueden incluir una marca de tiza en una pared, un chicle en una farola, o un diario abandonado en el banco de un parque. La señal se puede dejar dentro de la casa del mismo agente, por ejemplo, colgando una toalla de un balcón, o colocando una planta en una ventana. Aldrich Ames, espía soviético condenado como topo de la CIA, dejaba marcas de tiza en un buzón en Washington D. C. para indicar a sus agentes que había hecho la entrega.
El pincho para entrega ciega[cita requerida] es un dispositivo similar a un microescondrijo. Se ha utilizado desde finales de 1960 para esconder dinero, mapas, documentos, microfilmes y otros elementos. El pincho es resistente al agua y los hongos (mildiu) y se puede poner en tierra o colocado en una corriente superficial para ser recuperado un tiempo después.

### Inconvenientes
Mientras el método es útil para impedir la captura instantánea de cualquier pareja de espía/agente o una red de espionaje entera, no es infalible. Si uno de los operativos está comprometido, puede revelar la ubicación y la señal para aquel buzón muerto específico. El contraespionaje puede utilizar la señal mientras mantiene la ubicación bajo vigilancia, y puede capturar al otro operativo.

### Técnicas modernas
El 23 de enero del 2006, el FSB ruso acusó a Gran Bretaña de utilizar buzones muertos inalámbricos escondidos dentro de rocas vacías para recoger información de espionaje de agentes dentro de Rusia. Según las autoridades rusas, el agente que repartía la información se acercaba a la roca y transmitía datos inalámbricos dentro de un dispositivo manual, y más tarde su agente británico recogía los datos almacenados por un medio similar. Un antiguo funcionario del gobierno británico admitió en 2012 esas acusaciones.

## Usos fuera del espionaje
El procedimiento también tuvo amplia aplicación en entornos de resistencia contra-gubernamental, por ejemplo en la resistencia francesa, que denominaba los buzones caches (escondite), o en otras luchas políticas de resistencia de diversas organizaciones clandestinas durante los regímenes dictatoriales de España y América Latina. En Chile los llamaban simplemente "buzón" o "buzón clandestino". Cuando era una casa el lugar donde se dejaba la información para ser recogida por otro, se le llamaba simplemente "casa-buzón".
Es también una forma en que los extorsionadores o secuestradores pueden comunicarse con sus víctimas, y también un método por el que los periodistas pueden recibir información de fuentes no públicas, protegiendo la identidad del confidente. Aunque hay ejemplos de casos reales, en la ficción, en la película Pelican brief se usa una caja de seguridad como buzón. En la era digital han surgido también sitios web o buzones de correos electrónicos como un método para realizar denuncias o intercambiar información anónimamente.